# Prem Chowdhry
Prem Chowdhry (en hindi : प्रेम चौधरी), née en 1944, est une sociologue, historienne et artiste peintre indienne, membre académique senior du Conseil indien de recherche historique (en) de New Delhi. En tant que féministe, elle critique notamment la violence envers les couples qui refusent les mariages arrangés.
Elle est une experte reconnue des études de genre et fait autorité dans l'étude de l'économie politique et l'histoire sociale du Haryana, un État du Nord-Ouest de l'Inde. Elle est la fille de Hardwari Lal, pédagogue et députée du Congrès national indien au Parlement indien.

## Réussites professionnelles
Chowdhry est membre à vie du Center for Women Studies,. Elle a aussi travaillé au Centre d'études contemporaines (Centre for Contemporary Studies) de New Delhi, une unité d'études avancées des Musée mémoriel et bibliothèque Nehru (en) soutenue par le Conseil indien de recherche en sciences sociales (en).
Chowdhry est une ancienne élève de l'université Jawaharlal Nehru. Elle est membre de la Commission des subventions aux universités.

## Carrière d'artiste
Chowdhry est également une artiste peintre autodidacte,. Ses œuvres sont détenues par la Galerie nationale et la Lalit Kala Akademi. Elle commence à exposer en 1970 ; ses œuvres reflètent souvent le statut des femmes dans la société indienne.

## Écrits

### Livres
- Prem Chowdhry, The Veiled Women : Shifting Gender Equations in Rural Haryana, Oxford University Press India, 1994, 461 p. (ISBN 0-19-567038-8)
- Prem Chowdhry, Colonial India and the Making of Empire Cinema : Image, Ideology and Identity, Manchester University Press, 2000, 294 p. (ISBN 0-7190-5792-2, lire en ligne)
- Prem Chowdhry, Gender Discrimination in Land Ownership, Sage Publications, 2010, 314 p. (ISBN 978-81-7829-942-6 et 81-7829-942-9)
- Prem Chowdhry, Contentious Marriages, Eloping Couples : Gender, Caste, and Patriarchy in Northern India, Oxford University Press, juillet 2009, 360 p. (ISBN 978-0-19-806361-2 et 0-19-806361-X)
- (en) Prem Chowdhry, Punjab politics : the role of Sir Chhotu Ram, New Delhi, Vikas/University of Michigan, 1984, 364 p. (ISBN 0-7069-2473-8)
- Prem Chowdhry, Political Economy of Production and Reproduction : Caste, Custom, and Community in North India, Oxford University Press, 2011, 464 p. (ISBN 978-0-19-806770-2)
- Prem Chowdhry, Political Economy of Production and Reproduction : Caste, Custom, and Community in North India, Oxford University Press, 2011, 464 p. (ISBN 978-0-19-806770-2)
- Prem Chowdhry, Understanding Politics And Society – Hardwari Lal, Manak publications, 2011, 423 p. (ISBN 978-81-7831-227-9 et 81-7831-227-1)

### Articles
- Prem Chowdhry, « Socio-economic dimensions of certain customs and attitudes: women of Haryana in the colonial period », Sameeksha Trust via JSTOR, vol. 22, no 48,‎ 28 novembre 1987, p. 2060–2066 (JSTOR 4377793)
- Prem Chowdhry, « Alternative to the Sati model: perceptions of a social reality in folklore », Nanzan Institute for Religion and Culture via JSTOR, vol. 49, no 2,‎ 1990, p. 259–274 (DOI 10.2307/1178036, lire en ligne)
- Prem Chowdhry, « High participation, low evaluation: women and work in rural Haryana », Sameeksha Trust via JSTOR, vol. 28, no 52,‎ 25 décembre 1993, A-135–A-137 and A-140–A-148 (JSTOR 4400591)
- Prem Chowdhry, « Conjugality, law and state: inheritance rights as pivot of control in Northern India », Indo-British Historical Society, University of Michigan, vol. 21, no 1,‎ 1996, p. 59–72 (OCLC 193906854, lire en ligne)
- Prem Chowdhry, « Contours of communalism: religion, caste and identity in South-East Punjab », Social Scientist via JSTOR, vol. 24, nos 4/6,‎ april–june 1996, p. 130–163 (DOI 10.2307/3517794, lire en ligne)
- Prem Chowdhry, « Marriage, sexuality and the female 'ascetic': understanding a Hindu sect », Sameeksha Trust via JSTOR, vol. 31, no 34,‎ 24 août 1996, p. 2307–2321 (JSTOR 4404549)
- Prem Chowdhry, « Enforcing cultural codes: gender and violence in Northern India », Sameeksha Trust via JSTOR, vol. 32, no 19,‎ 10 mai 1997, p. 1019–1028 (JSTOR 4405393)
- Prem Chowdhry, « Propaganda and protest: the myth of the Muslim menace in an empire film (The Drum, 1938) », Sage, vol. 16, no 1,‎ février 2000, p. 109–130 (DOI 10.1177/025764300001600105, lire en ligne)
- Prem Chowdhry, « Lustful women, elusive lovers identifying males as objects of female desire », Sage, vol. 8, no 1,‎ january–july 2001, p. 23–50 (DOI 10.1177/097152150100800102, lire en ligne)
- Prem Chowdhry, « Crisis of masculinity in Haryana: the unmarried, the unemployed and the aged », Sameeksha Trust via JSTOR, vol. 40, no 49,‎ 3 décembre 2005, p. 5189–5198 (JSTOR 4417491)
- Prem Chowdhry, « Women in the army », Sameeksha Trust, vol. 45, no 31,‎ 31 juillet 2010 (lire en ligne)